# كاثرين كارفر
كاثرين كارفر (بالإنجليزية: Kathryn Carver)‏ هي ممثلة أمريكية، ولدت في 24 أغسطس 1899 بنيويورك في الولايات المتحدة، وتوفيت بنفس المكان في 17 يوليو 1947.

## وصلات خارجية
- كاثرين كارفر على موقع IMDb (الإنجليزية)
- كاثرين كارفر على موقع أول موفي (الإنجليزية)